# سیارک ۳۷۲۴
سیارک ۳۷۲۴ (به انگلیسی: 3724 Annenskij، نامگذاری:1979YN8) سه هزار و هفتصد و بیست و چهارمین سیارک کشف شده‌است که در ۲۳ دسامبر ۱۹۷۹ کشف شد.
قدر مطلق سیارک برابر ۱۱٫۶۰ است.